# Цетронии
Цетрониите (gens Caetronia) са фамилия от Древен Рим.
Известни от фамилията:
- Цетроний, магистър на Монетния двор 48 пр.н.е.
- Гай Вибий Панса Цетрониан (Цетроний), консул 43 пр.н.е.
- Цетроний, легат на I легион в Германия по времето на Тиберий.